# Two Power Standard
In 1908 besluiten de Britten de "Two Power Standard" in te voeren.
Hierdoor zal de Britse vloot steeds even sterk zijn als de vloten van marines van het tweede en derde sterkste land tezamen. Het Verenigd Koninkrijk moest deze standaard bij de Eerste Wereldoorlog laten varen vanwege de financiële druk die de oorlog met zich mee bracht en de toenemende maritieme productie van Japan en de Verenigde Staten. Na de oorlog bracht de Washington Marine Conferentie een voorlopig einde aan de maritieme wapenwedloop. De Tweede Wereldoorlog bracht een definitief einde aan deze overeenkomsten.